# Lost (chanson de Roger Sanchez)
Pour les articles homonymes, voir Lost.
Singles de Roger Sanchez
Turn on the Music
(2005) Not Enough
(2007)
Pistes de Come with Me
Not Enough
(3) Again
(5)
Lost est une chanson du DJ américain Roger Sanchez sortie en septembre 2006 sous le label Stealth Records en collaboration avec les chanteuses Lisa Pure et Katherine Ellis. Extrait de l'album Come with Me (2006), la chanson a été écrite et produite par Roger Sanchez. La mélodie de la chanson est décrite comme une réminiscence des années 1980, le synthétiseur ajoute une touche romantique à la chanson. Lost est un remix du groupe Box Office featuring Stacey King (en vocale), Just Leave me sortie en 2000. Roger Sanchez avait réalisé deux remix de cette chanson en 2000.

## Performance dans les hit-parades
Lost atteint la première place dans le classement Billboard Dance chart : Hot Dance Club Play et 18e du Hot Dance Airplay chart. En Europe le single se classe dans 4 hit-parades en Belgique, en Finlande, en Espagne et aux Pays-Bas.

## Liste des pistes
CD-Maxi
| No | Titre                               | Durée |
| -- | ----------------------------------- | ----- |
| 1. | Lost (S-Man Radio Edit)             | 3.49  |
| 2. | Lost (Roger's 12" Mix)              | 8.35  |
| 3. | Lost (D. Ramirez Lost In Rave Mix)  | 7.56  |
| 4. | Lost (The Cube Guys Vocal Mix)      | 8.37  |
| 5. | Lost (Dan Coleman Vocal Love Remix) | 11.28 |

## Classement par pays
| Classement (2006)                      | Meilleure position |
| -------------------------------------- | ------------------ |
| Belgique (Flandre Ultratop 50 Singles) | 31                 |
| Pays-Bas (Nederlandse Top 40)          | 50                 |
| Finlande (Suomen virallinen lista)     | 8                  |
| Espagne Spanish Record Charts          | 15                 |
| États-Unis Billboard Dance Club Play   | 1                  |
| États-Unis Billboard Hot Dance Airplay | 18                 |